# 373 Melusina
373 Melusina è un asteroide della fascia principale del diametro medio di circa 95,77 km. Scoperto nel 1893, presenta un'orbita caratterizzata da un semiasse maggiore pari a 3,1148476 UA e da un'eccentricità di 0,1461506, inclinata di 15,44006° rispetto all'eclittica.
Il suo nome è probabilmente dedicato a Melusina, figura leggendaria della Francia medievale da cui avrebbe tratto origine la casata nobile dei Lusignano.